# Thimo
Thimo (zm. w 1091 lub 1100 r.) – pierwszy hrabia Wettinu.

## Życiorys
Thimo był synem margrabiego Łużyc Dytryka I oraz Matyldy, córki margrabiego Miśni Ekkeharda I. 
Thimo był posiadaczem niewielkiego hrabstwa Wettinu. Był współfundatorem katedry w Naumburgu oraz fundatorem klasztoru w Niemegk, gdzie został pochowany.

## Rodzina
Żoną Thimona była Ida, córka księcia Bawarii Ottona II z Northeimu. Mieli troje dzieci:
- Dedo IV, hrabia Wettinu,
- Konrad Wielki, margrabia Miśni i Łużyc,
- Matylda, żona Gerona, hrabiego Seeburga, a następnie Ludwika II, hrabiego Wippry.